# Лонг, Франклин Эсбери
Франклин Эсбери Лонг (27 июля 1910, Грейт-Фолс, США — 8 февраля 1999, Помона, США) — американский химик и общественный деятель, основная сфера научных интересов — исследование механизмов химических реакций в растворах.

## Биография
Франклин Лонг родился 27 июля 1910 года в городе Грейт-Фолс, штат Монтана, в семье доктора и школьной учительницы. В 1931 году получил степень бакалавра в университете Монтаны, а в 1932 году там же – степень магистра. Закончил аспирантуру по физической химии, а в 1935 году получил степень доктора философии по химии в Калифорнийском университете в Беркли. После этого работал преподавателем в Калифорнийском, Чикагском и Корнельском университетах. С 1942 по 1945 год работал в лаборатории по исследованию взрывчатых веществ Национального комитета оборонных исследований в Питтсбурге. После войны вернулся в Корнелл в качестве доцента, в 1946 году был повышен до профессора. В 1950 году занял пост заведующего кафедры химии Корнельского университета, проработав на этой должности 10 лет. В 1962 году был избран в Национальную академию наук, а в 1965 году – в Американскую академию искусств и наук, в которой он занимал пост вице-президента с 1976 по 1980 год. С 1976 по 1979 год он работал директором Программы изучения мира. Входил в совет директоров корпораций Carrier Corporation, United Technologies Corporation и Exxon Corporation, в которых также являлся членом исполнительного комитета. В 1988 году занял должность адъюнкт-профессора химии и социальных наук в Калифорнийском университете в Ирвине и продолжал активно участвовать в работе национальных и международных комитетов. Скончался 8 февраля 1999 года в городе Помона, штат Калифорния.

## Научная деятельность
Основная тема исследований Франклина Лонга находилась на стыке физической и органической химий. Он применил теории и экспериментальные методы физической химии для изучения водно-органических реакций. Его идеи по использованию ионного сопряжения и коэффициентов активности для более глубокого изучения механизмов органических реакций в водной среде стали одной из первопричин начавшегося в конце 1940-х годов мирового интереса к реакциям сольволиза. В своих исследованиях лактонов, эфиров и ацеталей Лонг использовал предложенную Гамметом функцию кислотности, а кроме этого, распространил эту концепцию на смешанные и неводные растворители, предложив альтернативные функции кислотности.
Совместно с Льюисом Фридманом в 1950-е годы Лонг внёс значительный вклад в использование стабильных изотопных меток для изучения изменений в кинетике реакций, вызванных внесением таких меток в реагирующие вещества или растворитель. Эти исследования поспособствовали изучению механизмов ряда ферментативных реакций. Также Лонг и Фридман стали пионерами в использовании масс-спектрометрии для определения характеристик продуктов реакции. Метод заключался в испарении в масс-спектрометре продуктов реакции с образованием газообразных органических ионов. Этим методом они изучили унимолекулярное разложение ионов для алканов, лактонов, спиртов и эфиров, а также подтвердили молекулярную структуру димера кетена. Помимо этого, им были определены потенциалы появления различных органических ионов, а также их теплоты образования.
В Корнелле Лонг занимался исследованиями диффузии органических паров в полимерные плёнки,  результатом этих исследований стало применение полимерных плёнок в качестве упаковочного материала.

## Общественная деятельность
Франклин Лонг активно занимался общественной деятельностью, а также проблемами, связанными с контролем над вооружением. В разные годы он был членом консультационных комитетов и научных советов различных военных структур США. В 1962 году стал помощником директора по науке и технике агентства по контролю над вооружением и разоружению, а также консультантом в 1963-1973 и 1977-1979 годах. Как член американской делегации, участвовал в переговорах США, СССР и Великобритании по заключению договора о запрещении ядерных испытаний. В результате этих переговоров был подписан Договор о запрещении испытаний ядерного оружия в атмосфере, космическом пространстве и под водой. В 1971-1977 годах занимал пост директора Ассоциации по контролю за вооружениями, в 1974-79 годах был сопредседателем Пагуошского руководящего комитета США. Активно противодействовал проекту создания противоракет, утверждая, что разработка ракет ПРО создаст "сильное давление в сторону ускорения гонки вооружений". В 1969 году его кандидатуру выдвинули на пост директора Национального научного фонда, однако он не занял этот пост из-за противодействия властей США.
Помимо этого, Лонг занимался передачей научных знаний и технологий таким странам, как Индия, Южная Корея, страны Латинской Америки, Малайзия и Индонезия. Он был американским сопредседателем индийско-американской   подкомиссии по образованию и культуре, членом Комитета по обзору индийско-американской научно-технической инициативы Национального исследовательского совета, созданного в 1983 году премьер-министром Индирой Ганди и президентом Рональдом Рейганом, членом Совета по международным отношениям в 1964- 89 годах и сопредседателем Объединенного американо- корейского консультативного комитета по науке при Национальной академии наук в 1972-76 годах.

## Награды и премии
Почётная грамота США (1946)
Орден «За гражданские заслуги» Республики Корея (1975)
Медаль «Донгбэг» Республики Корея (1975)
Премия Чарльза Лэтропа Парсона (1985)
Премия Филипа Хауга Абельсона (1990)

## Семья
Жена – Марион Томас Лонг
Сын – Франклин Лонг, химик
Дочь – Элизабет Лонг, профессор социологии в университете Райса